# Prunus ilicifolia
{{#ifeq:0|0|{{#if:Prunus ilicifolia|{{#if:|[[]}}|[[]]}}}}
Prunus ilicifolia — вид квіткових рослин із підродини мигдалевих (Amygdaloideae).

## Біоморфологічна характеристика

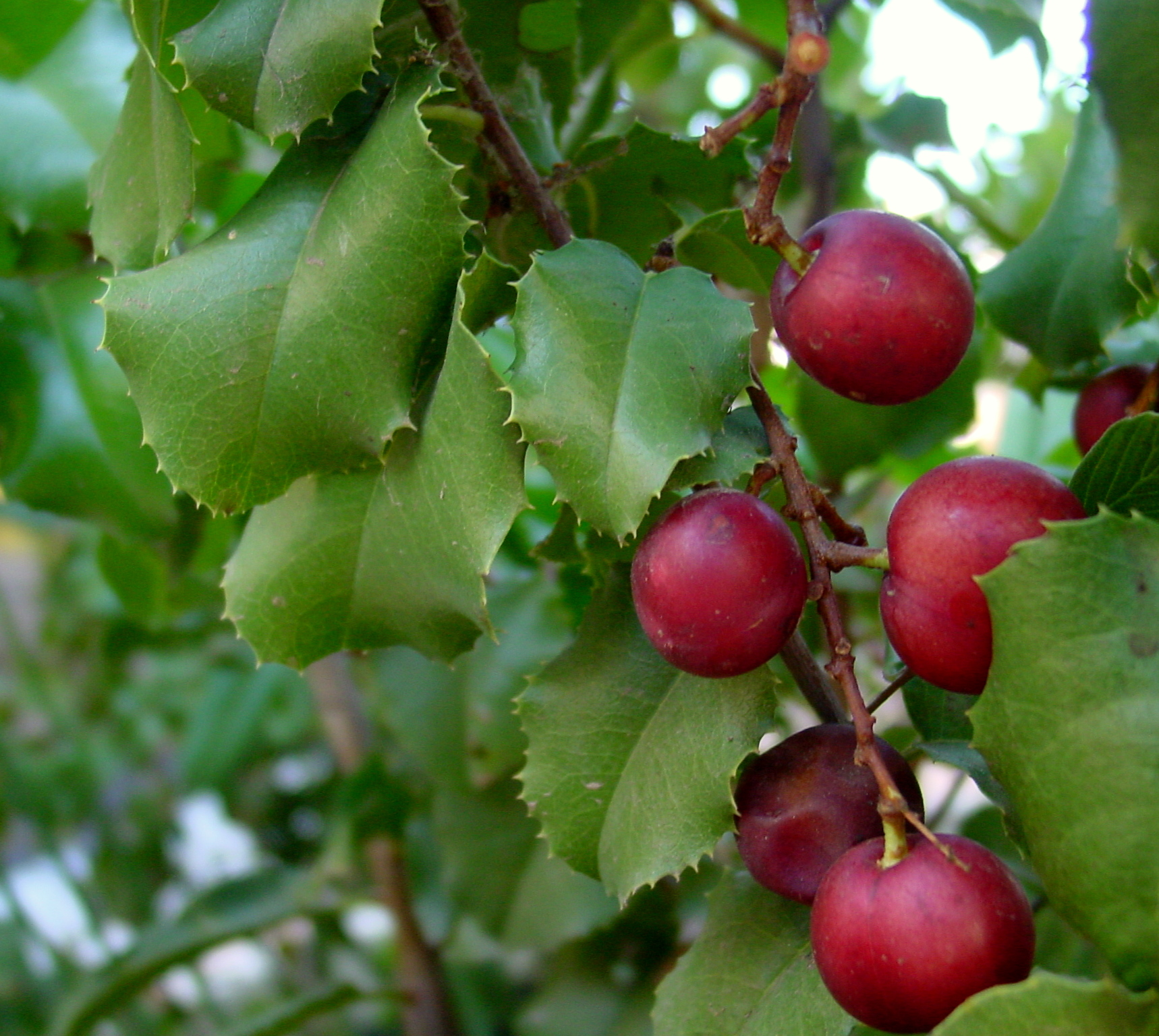
плоди

Це дерево чи кущ, 10–150 дм, без шипів. Гілочки голі. Листки стійкі; ніжка 3–25 мм, гола; пластина від подовжено-яйцеподібної до яйцеподібно-ланцетної або яйцеподібної до майже округлою, 1.6–12 × 1.2–5(7) см, краї від шипасто-зубчастих до шипасто-пилчастих або цілі, іноді хвилясті, зубці гострі, іноді залозисті біля основи листка, верхівка від гострої до загостреної, поверхні голі. Суцвіття 15–40-квіткові, китицеподібні. Квіти розпускаються до появи листя; гіпантій чашоподібний, 2–3 мм, зовні голий; чашолистки від випростаних до розпростертих, трикутні, 0.7–1.2 мм, краї цілі, поверхні зазвичай голі, рідко з розкиданими волосками; пелюстки від білих до жовтуватих, еліптичні, оберненояйцеподібні або майже округлі, 1–3 мм. Кістянки від темно-червоних до пурпурних чи синьо-чорних, обернено-яйцюваті чи еліпсоїдні до кулястих, 12–25 мм, голі; мезокарпій шкірястий; кісточки від майже кулястої до еліпсоїдної форми, ± сплюснуті.

## Поширення, екологія
Ареал: США (Каліфорнія), Мексика (Нижня Каліфорнія).

## Використання
Плоди їдять сирими чи приготовленими. Мають приємний терпкий смак. Насіння можна подрібнити на муку, вимити, щоб видалити гіркоту, а потім змішати з борошном для приготування хліба тощо. Prunus ilicifolia можна використовувати для стабілізації крутих схилів, що піддаються розмиванню. Рослини легко розмножуються з насіння. Рослину часто вирощують як живопліт на південному заході Північної Америки. З листя можна отримати зелений барвник. З плодів можна отримати барвник від темно-сірого до зеленого. Деревина важка, тверда, міцна, дрібнозерниста. Вид зазвичай занадто малий, щоб мати комерційне значення, він використовується в основному як паливо.